# نوم (تگزاس)
نوم، تگزاس (به انگلیسی: Nome, Texas) یک شهر در ایالات متحده آمریکا با جمعیت ۵۸۸ نفر است که در تگزاس واقع شده‌است.

## موقعیت جغرافیایی
موقعیت جغرافیایی شهرها و مناطق اطراف به شرح زیر است: